# HŽ 6112 sorozat

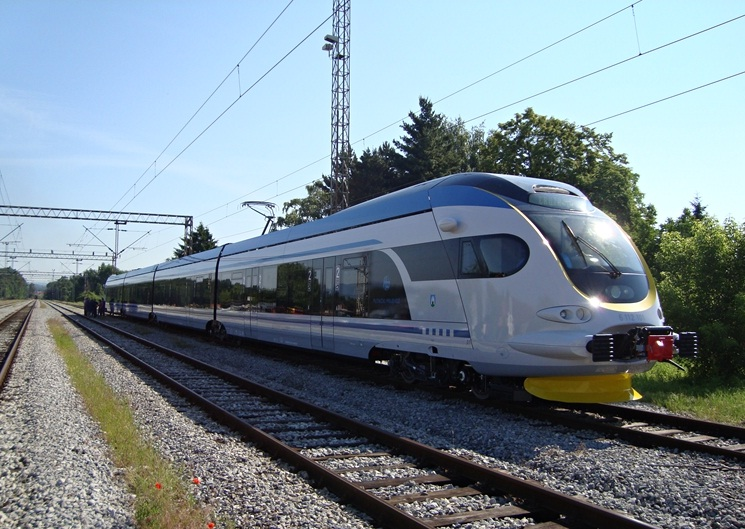
Egy szerelvény a Zágrábi elővárosi vasúthálózaton

A HŽ 6112 sorozat egy horvát Bo'2'2'2'Bo tengelyelrendezésű, négyrészes, alacsony padlós villamosmotorvonat-sorozat. A HŽ üzemelteti. Összesen 3 db készült belőle 2011-ben a HŽ részére. A prototipus első próbafutása 2011. július 3-án volt. A szerelvény legelőször a 2010-es berlini InnoTrans kiállításon mutatkozott be.